# Прапоргеску, Давид
Давид Прапоргеску (рум. David Praporgescu;13 декабря 1866, Турну-Мэгуреле — 30 сентября 1916, Олтская долина, Валахия) — румынский военачальник, бригадный генерал (1916), педагог, профессор.

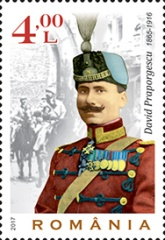
Почтовая марка Румынии. 2017

## Биография
После окончания румынской педагогической школы учительствовал. В 1885 году поступил на военную службу в 11-й Кэлэрашский полк, дислоцированный в Ботошани . В 1886 году окончил Военное пехотно-кавалерийское училище в Бухаресте, первым из 100 выпускников, получив звание лейтенанта.
Между 1889—1890 учился в Специальной кавалерийской школе в Бухаресте. В 1894 году был направлен в кавалерийскую школу в Самуре (Франция), после чего он продолжил учебный курс в 5-м Драгунском полку в Компьене . Вернувшись на родину, продолжил учёбу в Высшей военной школе. В 1902—1903 годами отправлен за границу для прохождения курса обучения в австро-венгерской армии.
Позже занимал различные должности в кавалерийских частях и в высших эшелонах армии Румынии, служил командиром 4-го Рошиорского полка и командиром 2-й Кэлэрашской бригады.
Имел богатый педагогический опыт в военно-учебных заведениях Румынии, был начальником кафедры кавалерии и тактики кавалерийского оружия, профессором в Школе пехотно-кавалерийских офицеров (1903—1908). Заведовал факультетом кавалерийской тактики в Высшей военной школе.
Участник Второй Балканской войны (1913) и Первой мировой войны. Командовал 20 — й пехотной дивизией, с 17 сентября по 30 сентября 1916 г. — 1-м румынским армейским корпусом.
Пал на поле боя в результате смертельного ранения осколком шального снаряда, продвигаясь по долине реки Олт.

## Награды
- Орден Михая Храброго (посмертно, 1927)
- Орден Короны Румынии (1907)
- Орден Звезды Румынии(1913)
- Медаль «Возрождение Родины» (1913)

## Военная карьера
- Лейтенант (1888)
- Старший лейтенант (1893)
- Капитан (1898)
- Майор (1906)
- Подполковник (1909)
- Полковник (1912)
- Бригадный генерал (1916)

## Память
- В Турну-Мэгуреле установлен памятник Давиду Прапоргеску.
- Его имя носит технический колледж, несколько улиц в Бухаресте и других городах Румынии.
- Почта Румынии выпустила в 1917 г., посвящённую генералу марку.